# Bartholomäus Gesius
Bartholomäus Gesius (Müncheberg, 1555-Fráncfort del Óder, 1613) fue un teólogo, autor de himnos religiosos, compositor y teórico musical alemán. Compuso numerosos himnos, salmos, misas, canciones y motetes. Su obra teórica principal es Synopsis musicae practicae (1609-1618), la cual consiguió gran estima en su tiempo. Trabajó en la Schloss Muskau y en  Frankfurt (Oder) y es conocido por sus corales de la Pasión en alemán y latín, y por la melodía y primera puesta a punto del himno de Pascua  "Heut triumphieret Gottes Sohn", el cual  fue usado en varias composiciones incluyendo una cantata de Dieterich Buxtehude y un preludio coral de Johann Sebastian Bach (BWV 630), que concluye la sección de Pascua de su colección Orgelbüchlein.